# Karl von Birkmeyer
Karl Friedrich Ruprecht von Birkmeyer, född den 27 juni 1847 i Nürnberg, död den 29 februari 1920 i München, var en tysk rättslärd.

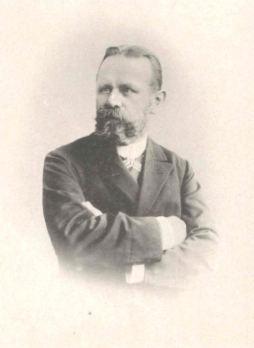

von Birkmeyer blev professor i Rostock 1877 och i München 1886. Han var en framträdande representant för den klassiska riktningen inom straffrättsdoktrinen och polemiserade mot den av Franz von Liszt ledda sociologiska skolan. Han vände sig bland annat mot dennas svenske företrädare Johan Thyrén. 
I det stora samlingsarbetet Vergleichende Darstellung des deutschen und ausländischen Strafrechts författade von Birkmeyer Die Bestechung (1909) och Die Teilnahme am Verbrechen (1908). Vidare utgav han Beiträge zur Kritik des Vorentwurfs zu einenm deutschen Strafgesetzbuch (1910).